# Super Mario Bros.: The Lost Levels
Super Mario Bros.: The Lost Levels, nommé Super Mario Bros. 2 (スーパーマリオブラザーズ 2, Sūpā Mario Burazāzu Tsū) au Japon, est un jeu vidéo de plates-formes édité par Nintendo et développé par Nintendo R&D4 faisant partie de la série Super Mario. Il sort sur Famicom Disk System en juin 1986 au Japon.
Première suite de Super Mario Bros., Super Mario Bros. : The Lost Levels est très semblable visuellement et propose un gameplay comparable à son prédécesseur, mais propose une difficulté bien plus élevée. Considérant cela, Nintendo décide de ne pas sortir le jeu en Amérique du Nord et en Europe durant la période de commercialisation de la Nintendo Entertainment System. The Lost Levels est le premier jeu dans lequel Luigi court moins vite et a une distance de freinage plus importante, mais saute plus haut que Mario, traits qui lui seront attribués dans les futurs jeux de la franchise Mario.
Le jeu est réédité dans la compilation Super Mario All-Stars en 1993 et prend le nom de  Super Mario Bros.: The Lost Levels dans la version occidentale pour éviter la confusion avec Super Mario Bros. 2. Il est par la suite inclus comme mode bonus dans le jeu Super Mario Bros. Deluxe sur Game Boy Color sous le nom Super Mario Bros. For Super Players. Il est réédité sur Game Boy Advance en août 2004 au Japon dans la série Famicom Mini, puis dans sa version originale, sur la Console virtuelle de la Wii en 2007, puis sur celle de la Nintendo 3DS en 2012 et de la Wii U en 2014.

## Système de jeu
Super Mario Bros.: The Lost Levels est un jeu de plates-formes à défilement horizontal dont le gameplay est similaire à celui de son prédécesseur Super Mario Bros., sorti en 1985 sur Nintendo Entertainment System. Cependant, il a la principale particularité d'avoir un niveau de difficulté bien plus élevé que ce dernier. L'objectif de The Lost Levels est le même par rapport à son prédécesseur : parcourir les niveaux dans le but de sauver la princesse Peach des griffes de Bowser. Comme dans l'opus précédent, le joueur avance de la gauche vers la droite de l'écran afin d'atteindre le drapeau qui marque la fin de chaque niveau.
Contrairement à Super Mario Bros., le jeu n'est jouable qu'en solo. Avant de commencer une partie, le joueur a le choix entre Mario et Luigi, chacun ayant ses propres qualités. Mario va plus vite tandis que Luigi saute plus haut. Toutefois, ce dernier est plus difficile à contrôler car il a une distance de freinage plus importante. Plusieurs éléments de gameplay qui augmentent la difficulté du jeu font leur apparition. Parmi ces nouveaux éléments se trouvent des champignons empoisonnés, des warp zones qui renvoient le joueur à des niveaux antérieurs au lieu de le projeter à un niveau inexploré et des rafales de vent qui dérivent la trajectoire du personnage. Les champignons empoisonnés ont pour effet, si le joueur entre en contact avec ceux-ci, de réduire la taille du personnage s'il était grand lors du contact ou de le tuer s'il était petit. Certains sauts requièrent une extrême précision, le joueur ayant parfois à rebondir sur un ennemi volant pour éviter de tomber dans un trou. Des Paratroopas dans certains niveaux aquatiques et des Bloups volants dans certains niveaux non-aquatiques font leur apparition dans le jeu.
Le jeu comporte en tout huit mondes, chacun comprenant quatre niveaux, ainsi que quatre mondes cachés. Le monde neuf n'est accessible que si le joueur termine le jeu sans utiliser de warp zone. Les mondes A, B, C et D sont quant à eux accessible lorsque le joueur termine le titre huit fois de suite,. Pour y accéder, il faut appuyer sur le bouton A et le bouton start en même temps lors de l'écran titre.

## Développement

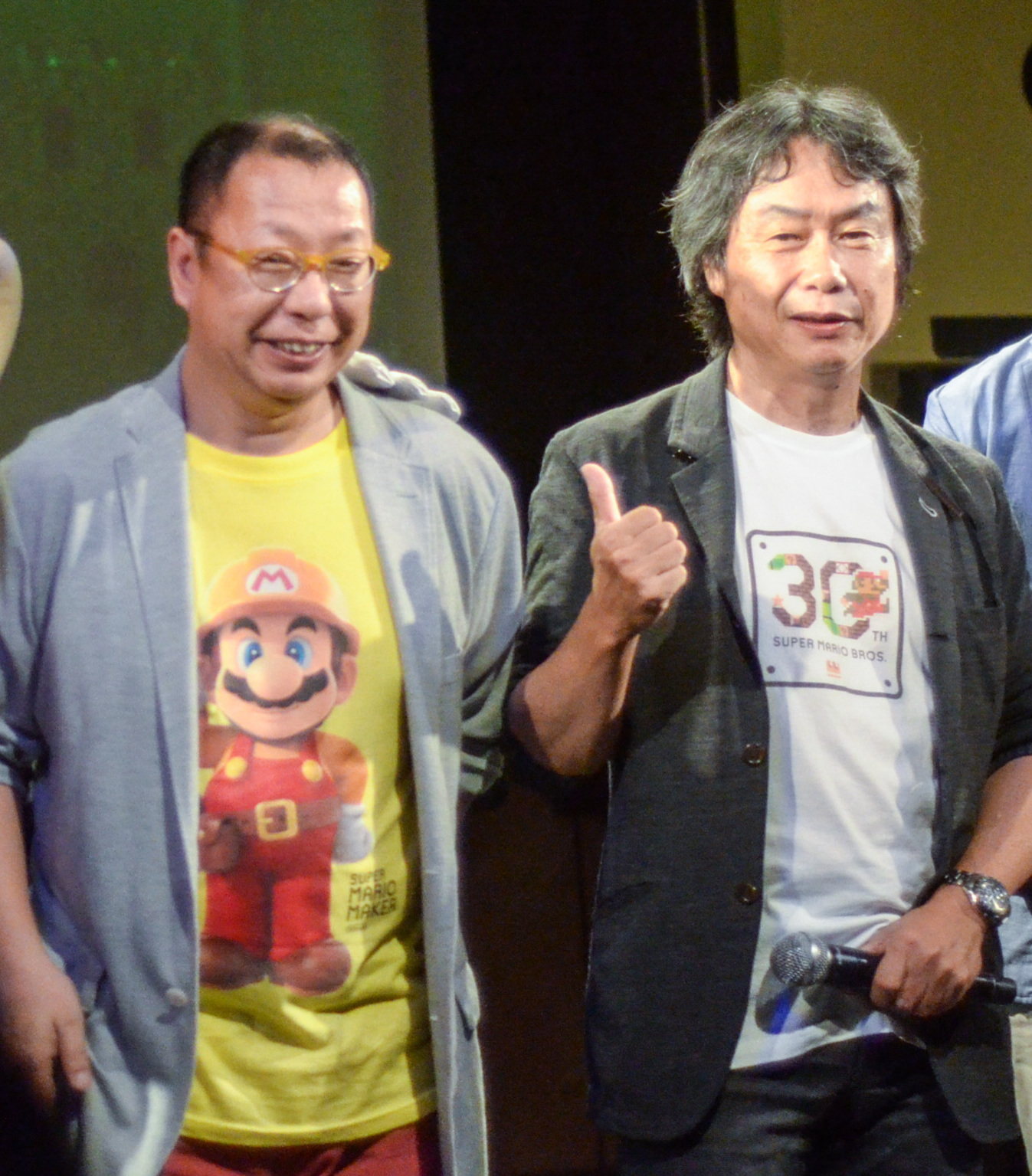
Shigeru Miyamoto et Takashi Tezuka dirigent l'équipe de développement.

Super Mario Bros. premier du nom sort en Amérique du Nord en octobre 1985 et permet de vendre la console Nintendo Entertainment System par millions, événement considéré comme ayant mis fin au krach du jeu vidéo de 1983. Shigeru Miyamoto, le concepteur de Super Mario Bros., est depuis devenu dirigeant du studio Nintendo R&D4. Étant occupé à terminer le développement de The Legend of Zelda sur Famicom Disk System, Miyamoto n'a plus le temps de diriger chaque élément d'un jeu par lui-même. Takashi Tezuka, l'assistant réalisateur de Super Mario Bros., le rejoint donc pour développer une suite au jeu.
Visuellement, le jeu est similaire à son prédécesseur avec quelques différences mineures. Cet opus propose un niveau de difficulté plus élevé, le design harmonieux étant remplacé par des niveaux plus difficiles qui, de plus, sont plus longs et plus nombreux,. Certains d'entre eux sont repris de Vs. Super Mario Bros.. Les musiques de l'opus précédent composées par Koji Kondo sont reprises avec quelques modifications mineures dans leur sonorité.

## Commercialisation
Super Mario Bros.: The Lost Levels sort au Japon le 3 juin 1986 sous le nom de Super Mario Bros. 2. Il s'agit, après The Legend of Zelda, du deuxième jeu à sortir sur Famicom Disk System, une extension de la Famicom qui utilise des disquettes au lieu de cartouches.
Lorsque The Lost Levels est évalué pour sortir en dehors du Japon, Nintendo of America considère que le jeu est trop difficile pour le public américain et qu'il est trop similaire à l'opus précédent. Considérant que ces éléments puissent faire diminuer la popularité de la série, il est décidé, pour ne pas en prendre le risque, que le jeu ne sortira pas dans les pays occidentaux,. Pour le remplacer, Nintendo sort une version modifiée d'un jeu déjà existant au Japon nommé Yume Kōjō: Doki Doki Panic, renommé en Amérique du Nord Super Mario Bros. 2.

## Rééditions
Une version modifiée du Super Mario Bros. 2 japonais est incluse dans plusieurs compilations sous le nom de Super Mario Bros.: The Lost Levels. Dans cette version, la couleur des champignons empoisonnés est modifiée pour pouvoir mieux les discerner et il est possible de sauvegarder et de reprendre sa partie à n'importe quel moment,. Elle paraît pour la première fois en Amérique du Nord et en Europe dans la compilation Super Mario All-Stars sorti en 1993 sur Super Nintendo,. All-Stars est réédité en 2010 sur Wii à l'occasion des 25 ans de la série Super Mario et inclut à nouveau The Lost Levels.
The Lost Levels est inclus dans Super Mario Bros. Deluxe sorti en 1999 sur Game Boy Color sous la forme d'un mode à débloquer nommé Super Mario Bros. for Super Players. Dans cette version, l'action est rapprochée et le champ de vision est réduit afin de s'adapter à l'écran de la console portable. De plus, les mondes cachés — soit les mondes 9, A, B, C et D — et les rafales de vents qui dérivent la trajectoire du personnage qui se trouvent dans le jeu original ne sont pas présents dans ce mode. Le Super Mario Bros. 2 japonais est réédité exclusivement au Japon en 2004 sur Game Boy Advance dans la troisième série des Famicom Mini.
Le terme Super Mario Bros. 2 ne sera, par la suite, plus jamais utilisé pour désigner ce jeu.
En effet, la version non modifiée du Super Mario Bros. 2 japonais devient pour la première fois disponible dans les pays occidentaux en 2007, toujours sous le nom de Super Mario Bros.: The Lost Levels. Le jeu est disponible en téléchargement via la Console virtuelle de la Wii à partir du 1er mai 2007 au Japon, à partir du 14 septembre 2007 en Europe et à partir du 1er octobre 2007 en Amérique du Nord,,. Le jeu devient disponible sur celle de la Nintendo 3DS à partir du 25 juillet 2012 au Japon et à partir du 27 décembre 2012 en Europe et en Amérique du Nord. Enfin, il est disponible en téléchargement sur Wii U à partir du 8 août 2013 au Japon, à partir du 23 janvier 2014 en Europe et à partir du 13 mars 2014 en Amérique du Nord. The Lost Levels est inclus dans les compilations de jeux Nintendo NES Remix 2 sorti en 2014 sur Wii U ainsi que Ultimate NES Remix sorti la même année sur Nintendo 3DS,. The Lost Levels devient disponible, parmi d'autres jeux NES, le 10 avril 2019 sur le service Nintendo Switch Online. Le jeu est porté en novembre 2020 sur la nouvelle console Game and Watch de Nintendo au côté de Super Mario Bros.

## Critiques et héritage
The Lost Levels a été vendu à 2,5 millions d'exemplaires au Japon, devenant largement le jeu le plus vendu sur Famicom Disk System.
La presse définit le jeu comme étant une « extension » ou un « remix » de son prédécesseur plutôt que d'une « vraie suite »,. Dans une critique sur la version de la console virtuelle, Lucas M. Thomas de IGN compare le jeu au Super Mario Bros. original, disant que « The Lost Levels ressemble à une version faite par un fan, avec un degré de difficulté un peu trop frustrant. Le jeu n'est pas aussi fluide que le premier Mario et les graphiques sont aussi moins bien faits. » Le journaliste d'IGN déclare aussi que Nintendo of America a fait le bon choix en laissant le jeu au Japon.
Plusieurs aspects du jeu The Lost Levels sont devenus des éléments récurrents de la série. L'apparence des champignons, plus petits, plus larges et avec des yeux, est réapparue dans tous les jeux suivants. Le fait que Mario et Luigi aient des capacités différentes (par exemple, Luigi saute plus haut, mais glisse plus) est réutilisé plus tard dans les Super Mario Advance et les Super Mario Galaxy. Les champignons empoisonnés sont réapparus dans Super Mario Kart, dans Super Smash Bros. et dans Super Mario 3D Land.